# Володимирецький район
Володи́мирецький райо́н — колишній район Рівненської області, районний центр — смт (селище міського типу) Володимирець.
Володимирецький район лежав у межах Волинського пасма, у північно-західній частині Рівненщини. У центральній частині поширені горби та пасма заввишки 8-20 метрів, розділені численними заболоченими зниженнями. Територія району займала 194,1 тис. га, межувала з Костопільським, Сарненським, Дубровицьким, Зарічненським районами Рівненської області та Волинською областю.
На території району було розташоване місто обласного підпорядкування — Вараш — та одне з найбільших підприємств атомної енергетики України — Рівненська АЕС.

## Історія
Район почав інтенсивно розвиватися після Німецько-радянської війни, поступово розгорталась промисловість. У 1959 році на базі спиртзаводу був створений крохмале-патоковий комбінат, у 1960 році організовано Володимирецький лісгосп — багатогалузеве підприємство, що заготовляє та вивозить деревину. В 1961 році в районі створено міжколгоспбуд, при якому працюють цегельний завод, пилорами, черепичний та столярний цехи.
У 1959 році Володимирецький район об'єднується з Рафалівським.
5 лютого 1965 року Указом Президії Верховної Ради Української РСР передано Біленську, Борівську, Великотелковицьку, Кухітсько-Вільську та Перекальську сільради Дубровицького району до складу Володимирецького району, а Галузійську та Серхівську Володимирецького району — до складу Маневицького району Волинської області.

## Природні ресурси
На території району наявні два унікальних родовища високоякісних базальтів (на території Полицької сільської ради), придатних для виробництва мінеральної вати, кам'яного литва, штучних виробів. Проектна оцінка запасів сировини становить 13,5 млн м³. Розвідані родовища використовуються для виробництва будівельного каменю та камене-щебеневої продукції. Супутніми для базальтів є цеолітові туфові породи на Іванчівському родовищі та вапнякові матеріали, які після висушування і подрібнення можуть вноситись на сільськогосподарські угіддя для зниження кислотності ґрунтів.
На території району є 4 родовища бурштину: Дубівське, Володимирецьке, Жовкинівське, Ромейківське. Ці родовища ще не розвідані в повному обсязі і не визначено можливий запас бурштину. На одному із цих родовищ бурштину у 2008 році розпочало діяльність по промисловому видобуванню бурштину підприємство ТзОВ «Сонячне ремесло».
У районі на 46 родовищах виявлено запасів торфу понад 5 млн т. За якістю торф придатний для виробництва торфобрикетів, торфоаміачних добрив. Є значні поклади білого кварцового піску, глини, цеолітових туфів, міді. Під час проведення геофізичних робіт на Рівненщині виявлені просторові мідоносні відклади Рафалівського рудного вузла, які залягають на глибині від 20 до 170 метрів, потужності майбутнього рудника — 3,0 млн т руди в рік.
Район був розташований у зоні надмірного зволоження. Основними джерелами водозабезпечення є річки Горинь, Стир та понад 10 озер і 14 рукотворних водойм.
Площа лісів становить 100,6 тис. га, що становить 51,8 % від загальної площі району. В навколишніх лісах водяться дикі кабани, кози, вовки, лисиці, лосі, з птахів — тетеруки, куріпки, журавлі. З дерев переважають сосна, дуб, береза, в заболочених місцях — вільхи. Ліси багаті на гриби і ягоди (чорниці, брусниці, ожина, журавлина та інші).
На території району розташовані понад 10 об'єктів природо-заповідного фонду. Найбільшим об'єктом є Рівненський природний заповідник, площею 8,05 тис. га (в межах району). На території Білоозерського масиву Рівненського природного заповідника розташоване озеро Біле карстового походження — одне з найбільших озер у Рівненській області (площа 453 га). Тут розташований реабілітаційно-оздоровчий комплекс «Біле Озеро» площею 14,2 га, підпорядкований відокремленому підрозділу Рівненської АЕС. На території Воронківського озера розташована база відпочинку, яка може прийняти до 50 відпочивальників. Вода в обох озерах має лікувальні властивості, бо містить гліцерин.

## Природно-заповідний фонд

### Природні заповідники
Рівненський (загальнодержавного значення)

### Ботанічні заказники
Воронківський, Красносільський, Мульчицький, Озерецький, Партизанський заказник, Урочище «Вижар», Урочище «Липне», Урочище «Озарінь», Урочище «Потки», Хиноцький (загальнодержавного значення)

### Гідрологічні заказники
Урочище «Порода»

### Ландшафтні заказники
Білоозерський

### Орнітологічні заказники
Урочище «Романщина», Урочище «Стирське»

### Гідрологічні пам'ятки природи
Цепцевицьке джерело

### Комплексні пам'ятки природи
Володимирецький парк

### Заповідні урочища
Озеро Воронки

### Парки-пам'ятки садово-паркового мистецтва
Парк «Антонівка»

## Населення
Розподіл населення за віком та статтю (2001):
| Стать | Всього | До 15 років | 15-24 | 25-44 | 45-64 | 65-85 | Понад 85 |
| --- | ------ | ----------- | ----- | ----- | ----- | ----- | -------- |
| Чоловіки | 30 522 | 8243        | 5082  | 9219  | 5045  | 2851  | 82       |
| Жінки | 31 456 | 8177        | 4377  | 7493  | 5717  | 5427  | 265      |
| \| Статево-вікова піраміда \| Статево-вікова піраміда \| Статево-вікова піраміда \| \| ----------------------- \| ----------------------- \| ----------------------- \| \| Чоловіки \| Вік \| Жінки \| \| 82 \| 85 + \| 265 \| \| 162 \| 80-84 \| 476 \| \| 477 \| 75-79 \| 1262 \| \| 1023 \| 70-74 \| 1774 \| \| 1189 \| 65-69 \| 1915 \| \| 1106 \| 60-64 \| 1675 \| \| 947 \| 55-59 \| 1070 \| \| 1395 \| 50-54 \| 1512 \| \| 1597 \| 45-49 \| 1460 \| \| 2265 \| 40-44 \| 1875 \| \| 2143 \| 35-39 \| 1729 \| \| 2259 \| 30-34 \| 1823 \| \| 2552 \| 25-29 \| 2066 \| \| 2705 \| 20-24 \| 2166 \| \| 2377 \| 15-20 \| 2211 \| \| 2761 \| 10-14 \| 2740 \| \| 2882 \| 5-9 \| 2750 \| \| 2600 \| 0-4 \| 2687 \| |        |             |       |       |       |       |          |
| Статево-вікова піраміда |        |             |       |       |       |       |          |
| Чоловіки | Вік    | Жінки       |       |       |       |       |          |
| 82 | 85 +   | 265         |       |       |       |       |          |
| 162 | 80-84  | 476         |       |       |       |       |          |
| 477 | 75-79  | 1262        |       |       |       |       |          |
| 1023 | 70-74  | 1774        |       |       |       |       |          |
| 1189 | 65-69  | 1915        |       |       |       |       |          |
| 1106 | 60-64  | 1675        |       |       |       |       |          |
| 947 | 55-59  | 1070        |       |       |       |       |          |
| 1395 | 50-54  | 1512        |       |       |       |       |          |
| 1597 | 45-49  | 1460        |       |       |       |       |          |
| 2265 | 40-44  | 1875        |       |       |       |       |          |
| 2143 | 35-39  | 1729        |       |       |       |       |          |
| 2259 | 30-34  | 1823        |       |       |       |       |          |
| 2552 | 25-29  | 2066        |       |       |       |       |          |
| 2705 | 20-24  | 2166        |       |       |       |       |          |
| 2377 | 15-20  | 2211        |       |       |       |       |          |
| 2761 | 10-14  | 2740        |       |       |       |       |          |
| 2882 | 5-9    | 2750        |       |       |       |       |          |
| 2600 | 0-4    | 2687        |       |       |       |       |          |

Чоловіче населення району становить 49 %, жіноче — 51 %.
Національний склад населення за даними перепису 2001 року:
| Національність | Кількість осіб | Відсоток |
| -------------- | -------------- | -------- |
| українці       | 61483          | 99,20 %  |
| росіяни        | 333            | 0,54 %   |
| білоруси       | 62             | 0,10 %   |
| поляки         | 12             | 0,02 %   |
| молдовани      | 11             | 0,02 %   |
| інші           | 80             | 0,13 %   |

Мовний склад населення за даними перепису 2001 року:
| Мова       | Кількість осіб | Відсоток |
| ---------- | -------------- | -------- |
| українська | 61515          | 99,25 %  |
| російська  | 386            | 0,62 %   |
| білоруська | 28             | 0,05 %   |
| інші       | 52             | 0,08 %   |

## Адміністративний устрій
На території району нараховується 67 населених пунктів з чисельністю населення 62 тис. осіб, з них 11,9 тис. осіб міське населення та 49,8 тис. — сільське. Щільність проживання населення становить 32 особи/км². Адміністративний центр — смт Володимирець. Населені пункти об'єднані у 30 сільських і 2 селищні територіальні громади.

## Політика
25 травня 2014 року відбулися Президентські вибори України. У межах Володимирецького району було створено 56 виборчих дільниць. Явка на виборах складала — 57,38 % (проголосували 30 891 із 53 833 виборців). Найбільшу кількість голосів отримав Петро Порошенко — 53,22 % (16 440 виборців); Юлія Тимошенко — 20,85 % (6 442 виборців), Олег Ляшко — 12,84 % (3 966 виборців), Сергій Тігіпко — 3,45 % (1 065 виборців), Анатолій Гриценко — 2,48 % (767 виборців). Решта кандидатів набрали меншу кількість голосів. Кількість недійсних або зіпсованих бюлетенів — 1,04 %.

## Характеристика економіки

### Сільське господарство
Важливе місце в районі займає сільськогосподарське виробництво. В районі діє 33 підприємства агропромислового комплексу та 14 тисяч особистих підсобних господарств.
Площа сільськогосподарських угідь — 41 тис. га, з них рілля — 23 тис. га, сіножаті — 8 тис. га, пасовища — 6,3 тис. га.
Основні види сільськогосподарської продукції: зернові, картопля, овочі, хміль, м'ясо, молоко.

### Промисловий комплекс
У районі функціонує 10 промислових підприємств і потужне державне підприємство — Володимирецьке лісове господарство. Основні види промислової продукції: пиломатеріали, столярні вироби, дошка для підлоги, камене-щебенева продукція, масло тваринне, сир твердий, продукція з незбираного молока. Найефективніше працюють: ВАТ «Володимирецький молочний завод», ДП «Меркурій», ВАТ «Рафалівський кар'єр», Полицька виправна колонія № 76.

### Сфера послуг
Транспорт і зв'язок
На території району діють дві залізничних станції, Антонівка і Рафалівка (на відстані 20 км від районного центру), розташовані на вузькоколійній залізниці Антонівка-Зарічне.
Відстань до обласного центру залізницею — 133 км.
Через район проходить автомобільна дорога державного значення E373 (Київ-Ковель), протяжність 32 км.
Базовими підприємствами із транспортного обслуговування населення в районі визначені ВАТ «Володимирецьке АТП-15644» та ВАТ «Кузнецовське АТП-15637», які мають відповідно 46 та 61 відправлень на добу. Середньодобове відправлення пасажирів з автостанції Володимирець становить 210 осіб та 710 — з АС Кузнецовськ.
Всі 67 населених пунктів району охоплені автобусним сполученням.
Автомобільні дороги в районі представлені територіальними, районними та сільськими дорогами. Загальна довжина автомобільних доріг в районі становить 356,3 км, у тому числі з твердим покриттям 343,2 км або 96 %. За даними філії «Володимирецький райавтодор» на дорогах у місцях перешкод збудовано 24 мости довжиною 685 метрів.
Послуги електрозв'язку надаються у всі населені пункти району.
Будівництво
У районі будівельну діяльність здійснюють 5 будівельних організацій — КП «Володимирецький агропормбуд», райавтодор, ШБД-2, ВАТ «Володимирецька ПМК — 173», ТВП «Олімп».
Торгівля
У районі працює 225 торгових точок різних форм власності, у тому числі 157 приватних. Громадське харчування забезпечує 121 підприємство.
У районі функціонує 2 ринки. ГП «Ринок» кооперативного підприємства ГЗВП «Меркурій», що розміщений у смт Володимирець, має 600 торгових місць, працює один раз на тиждень (п'ятниця). Ринок у смт Рафалівка ТзОВ «Юлія» має 80 торгових місць, працює один раз на тиждень (четвер). За спеціалізацією ці ринки є продовольчо-речові, тобто змішані. Близько 10 % торгових місць наявні у критих приміщеннях, ринок у смт Володимирець має м'ясний павільйон.
Мережа підприємств різних форм власності, де надаються послуги, складається із 182 одиниць.
Найбільша торговельна мережа у смт Володимирець — 43 магазини та у смт Рафалівка — 24 магазини.
Найбільший центр роздрібної торгівлі — ТЦ «Рікос», розташований у смт Володимирець. Торговий центр має продовольчий профіль (промислові товари становлять менш як 30 % всіх товарів), представлено близько 10 тис. найменувань товарів.
Банківська сфера
В районі функціонує 4 банкові установи; «Аваль», «ПриватБанк», «Ощадбанк» та банк «Укоопспілка».
Інвестиційна діяльність
В економіку району вкладені прямі іноземні інвестиції в сумі 1,2 млн дол. США. Ці кошти спрямовані на реконструкцію технологічних ліній по випуску фанери, багатошарового листа, латофлексу, каменещебенової продукції.
Туризм
Унікальним туристичним об'єктом не тільки в Україні, а й у Західній Європі є діюча вузькоколійна залізниця Антонівка—Зарічне. Найдовша в Європі вузькоколійка Антонівка-Зарічне має довжину 106 км, збудована у 1905 році, на маршруті є 5 станцій та 15 стаціонарних зупинок. Особливістю вузькоколійки або «кукушки», як лагідно називають її жителі Полісся, є наявність єдиного в Україні дерев'яного моста (через річку Стир).
Для відпочинку туристів у районі створено 12 агросадиб у селах Малі Телковичі, Біле, Воронки, Антонівка, Чаква, Озеро, Новосілки. У літній період 2010-го року агросадиби відвідали 222 туристи. Протягом 2009–2010 років кредити на термін 3 роки отримали 5 власників агросадиб.

### Мале підприємництво
У районі функціонує 86 малих підприємств, в тому числі створених у 2006 році — 4 одиниці, та 647 суб'єктів підприємницької діяльності — фізичних осіб. Орієнтація малого підприємництва спрямована в основному на такі галузі економіки як промисловість, торгівля, побутові послуги населенню.

### Зовнішньоекономічна діяльність
Щороку підприємствами району експортується продукції на загальну суму понад 8 млн грн., що становить 30 % у загальному обсязі реалізації. Зовнішньоекономічну діяльність у районі здійснюють ДП «Володимирецьке лісове господарство», ВАТ «Рафалівський кар'єр», ТзОВ «ТНТ Вест», ТзОВ «РАЛ», ДП «Меркурій» та інші. Основними видами продукції, що відправляються на експорт до Словаччини, Франції, Угорщини, Нідерландів, Чехії, Болгарії, Польщі та інших країн є пиловник хвойний, техсировина березова, фанерна сировина, дошка для підлоги, щебенева продукція та заморожені дикоростучі плоди і ягоди.

## Ринок праці
Протягом року в районному центрі зайнятості офіційно в середньому перебуває на обліку 3,5 тис. осіб. Половину з них становлять жінки, 25 % — молодь у віці до 28 років. За рік працевлаштовуються понад 1000 безробітних, у тому числі на новостворені робочі місця понад 500 осіб.

## Охорона здоров'я
Мережа лікувально-профілактичних закладів району нараховує 52 заклади:
- Володимирецька центральна районна лікарня;
- Рафалівська районна лікарня;
- Антонівська та Б.Вільська дільничні лікарні;
- В.Цепцевицька та Ст. Рафалівська лікарські амбулаторії загальної практики на засадах сімейної медицини;
- В.Телковицька сільська лікарська амбулаторія;
- Мульчицька сільська лікарська амбулаторія;
- 43 фельдшерсько-акушерських пунктів;
- районна стоматологічна поліклініка.

Міжрайонна протитуберкульозна лікарня відноситься до територіально-медичного об'єднання «Фтизіатрія».
Ліжкова потужність ЛПЗ району — 335 ліжок, що становить 55,4 на 10 тис. нас. На базі Володимирецької ЦРЛ розгорнуто 240 ліжок, Рафалівської РЛ — 50 ліжок, Антонівської ДЛ — 25 ліжок, Б.Вільської ДЛ — 20 ліжок.
Потужність амбулаторно-поліклінічних закладів становить 1118 відвідувань на зміну. При амбулаторно-поліклінічних закладах розгорнуто 120 ліжок з денним перебуванням хворих.

## Освіта
У дошкільній освіті району функціонує 18 дошкільних закладів. Загальну середню освіту надають 43 загальноосвітні навчальні заклади, в яких навчається 11,6 тис. учнів, у тому числі у сільській місцевості 37 закладів і 9,3 тис. учнів. Працює 4 заклади нового типу та вище професійне училище № 29.
Усі загальноосвітні навчальні заклади району забезпечені сучасними комп'ютерами. ЗНЗ І-ІІІ ст. підключені до мережі Інтернет.

## Культура
Район споконвіку славився історичними і культурними традиціями, самобутніми поліськими піснями і танцями, обрядами, звичаями та фольклорними творами, що сягають у глибоку давнину.
У районі народилися чи проживали такі відомі літератори, письменники й поети, як Володимир Мирний, Михайло Дубов, Петро Міхеєв, подружжя Любові та Миколи Пшеничних, Іван Кидрук, Іван Сидорчик, Галина Гордасевич. З районом пов'язана діяльність класиків польської літератури, Юзефа Крашевського, Ванди Василевської. У смт Рафалівка похований класик єврейської поезії Ошер Шварцман.
У Володимирецькому районі в с. Озеро народився відомий український фізик, член-кореспондент Національної академії наук України, доктор фізико-математичних наук, професор Кладько Василь Петрович — нині заступник директора Інституту фізики напівпровідників ім. В. Лашкарьова НАН України.
Збережені багатовікові традиції духовності, народного мистецтва. Особливе місце серед народних промислів району займає ткацтво, для якого характерна однокольорова гама переплетення різних геометричних фігур в орнаменті.
Окрасою творчого життя району є 152 колективи художньої самодіяльності, з них 9 мають почесне звання «народний», «зразковий», один з яких — фольклорний колектив с. Хиночі — отримав його в 2006 році:
- чоловічий вокальний ансамбль «Верес» районного будинку культури;
- жіночий вокальний ансамбль «Дивоцвіт» районного будинку культури;
- ансамбль народної музики районного будинку культури;
- дитячий фольклорний колектив «Веселики Полісся» с. Жовкині;
- фольклорний колектив с. Острівці;
- фольклорний колектив с. Суховоля;
- вокальний ансамбль «Мрія» міського будинку культури с. Рафалівка;
- театр міського будинку культури с. Рафалівка.

До послуг населення району 43 клуби і будинки культури, 46 бібліотечних закладів. 2 дитячі музичні школи, краєзнавчий музей, що функціонує з 1969 року.

## Пам'ятки
У Володимирецькому районі Рівненської області нараховується 52 пам'яток історії.